# ذراع عصبي
الذراع العصبي هو روبوت جراحي للبحث الهندسي ومُصمَّم خصيصًا لإجراء جراحة عصبية. ويعتبر أول روبوت جراحي مزود بميزة عمل صور مُوجّهة ومتوافق مع التصوير بالرنين المغناطيسي يستطيع إجراء جراحة ميكروسكوبية وجراحة التوضيع التجسيمي.
حصلت شركة إيمريس على أصول الذراع العصبي في عام 2010، وتعمل الشركة على تطوير جيلٍ جديد من هذه التكنولوجيا للتسويق العالمي. وسيتم دمج الذراع مع مسرح فيسيس الجراحي تحت اسم نظام سيمبيس الجراحي.

## التصميم
صُمم الذراع العصبي ليساعد بصِوَرِه الموجّهة وليؤدي عمليات في التصوير بالرنين المغناطيسي. يتضمن الذراع العصبي معالجين قابلين للفصل مرتكزين على قاعدة متنقلة ومحطة عمل وخزانة نظام التحكم. في جراحة التوضيع التجسيمي للخَزعة، يُنقل الذراع الأيسر أو الأيمن إلى مِنصّة توضيعية تجسيمية تتصل بتجويف الرنين المغناطيسي. تتم العملية باستخدام التصوير المُوجّه حيث يتم الحصول على صور الرنين المغناطيسي على الفور. وترتبط المستجيبات الطرفية بالأدوات الجراحية المرتكزة على مُعدات جراحية عصبية قياسية.
كما أن المستجيبات الطرفية مزودة بأجهزة ثلاثية الأبعاد للاستشعار بالقوة مما يوفر القدرة على الإحساس باللمس. ويتحكم الجرّاح الجالس على محطة العمل في الروبوت من خلال ضوابط اليد المعتمدة على قوة رد الفعل. توفر محطة العمل رؤية وإحساسًا جديدين للجراحة الميكروسكوبية بإظهار الموقع الجراحي والعروض ثلاثية الأبعاد للتصوير بالرنين المغناطيسي باستخدام أدوات مُركّبة. يسمح الذراع العصبي باستخدام الأدوات الجراحية عن بُعد من غرفة تحكم مجاورة للجناح الجراحي. وقد صُمم الذراع ليعمل في بيئة أنظمة التصوير المغناطيسي للجراحة الداخلية والتي لها مجال مغناطيسي قوته تتراوح بين 1.5 و3.0 تسلا. ونظرًا لإمكانية استخدام الذراع العصبي في التصوير بالرنين المغناطيسي، يمكن إجراء جراحة التوضيع التجسيمي داخل التجويف المغناطيسي بالصور الموجهة على الفور. ويمتلك الذراع العصبي المهارة لتأدية الجراحة الميكروسكوبية خارج نظام التصوير بالرنين المغناطيسي.
يتم إجراء العمليات الروبوتية عن بُعد داخل وخارج المغناطيس باستخدام مجموعة أدوات متخصصة مرتكزة على معداتٍ جراحية عصبية قياسية ملائمة للمستجيبات الطرفية. وباستخدام هذه الأدوات، يستطيع الذراع العصبي قطع وتعديل الأنسجة الرقيقة وتشريح مستويات الأنسجة والخزعة وخياطة الجرح والكي الكهربي والشفط والريّ.

## معلومات تاريخية
الذراع العصبي كان من تصميم الدكتور جرانيت ساذرلاند أستاذ الجراحة العصبية بجامعة كالغاري ومنطقة كالغاري الصحية. وبدأ المشروع في عام 2002 عندما قام داريل وبي جيه ودون سيمان بتمويل محاولات التصميم بمبلغ مليوني دولار. وأسس دكتور ساذرلاند وفريقه شراكة مع شركة الهندسة الفضائية الكندية ماكدونالد ديتويلر وشركاه أو (MDA).  وساهم التعاون الوثيق بين المهندسين الروبوتيين التابعين لشركة ماكدونالد ديتويلر وشركاه وأطباء وممرضات وعلماء جامعة كالغاري في تصميم وتطوير الذراع العصبي. انطلق المشروع رسميًا في 17 أبريل 2007.
وصُمم الذراع العصبي بغية الاستفادة بأكبر قدر ممكن من البيئة التصويرية التي يوفرها التصوير بالرنين المغناطيسي في الجراحة الداخلية. توفر القدرة على دمج الصور الفورية عالية الدقة وتكنولوجيا الروبوت للجراحة توجيه الصور والدقة والإحكام والمهارة. انكب مهندسو شركة ماكدونالد ديتويلر وشركاه داخل غرفة التشغيل لدراسة حركات وأدوات الجراحة الفعلية بكل دقة لاستخدام المحاكاة الطبيعية للتوصل إلى التصميم الفعال لجهاز جراحي يعمل بمساعدة الكمبيوتر. ويظل كلٌ من البيئة البديلة وطاقم العمل والاتزان الجراحي والمعدات ثابتة لا تتغير. يتوفر للجراح وهو في محطة العمل بيئة ظاهرية تعيد تكوين الرؤية والصوت والملمس في الجراحة. وتم تطبيق بعض الوظائف مثل تصفية الارتعاشات وتحجيم الحركة لزيادة الدقة والانضباط، ووظائف أخرى مثل المناطق المحظورة وقفل البطانة لزيادة الأمان. كما أن الأدوات الجراحية بجانب رأس المريض غير قادرة على الحركة التامة الحرة وهي خاضعة لحركة الجرّاح طوال الوقت. كما تُستخدم الحركات التلقائية المعدة مسبقًا لتحريك أذرع الروبوت بعيدًا عن رأس المريض بهدف التغيير اليدوي للأدوات وبعد ذلك تعود إلى وضعها الأصلي واتجاهها.
في 12 مايو 2008، تمت أول عملية عصبية جراحية روبوتية بالصور الموجهة والتصوير بالرنين المغناطيسي في جامعة كالغاري على يد الدكتور جرانيت ساذرلاند باستخدام الذراع العصبي.

## وصلات خارجية
- Project neuroArm
- Seaman Family MR Research Centre
- SYMBIS Homepage on IMRIS Website

### مقاطع الفيديو
- Video in press release for NeuroArm unveiling, University of Calgary, April 17, 2007

### براءات اختراع ذات صلة
- Canadian Patent 2246369 Surgical procedure with magnetic resonance imaging
- US Patent 5,735,278 (at USPTO) Surgical procedure with magnetic resonance imaging
- US Patent 5,735,278 (at Google) Surgical procedure with magnetic resonance imaging